# Різанина в Бахові
Різанина в Ба́хові — винищення українського населення села Бахів, здійснене 11 квітня 1945 року підрозділами Армії Крайової (ймовірно, з Львівської округи АК), Батальйонів хлопських та селянами-поляками з навколишніх сіл.

## Географічні відомості
Бахів (пол. Bachów) — село в гміні Кривча Перемишльського повіту в Підкарпатському воєводстві Польщі. Село лежить на південному березі Сяну, на відстані 4 кілометри на захід від центру гміни села Кривча, 20 кілометрів на захід від центру повіту міста Перемишль та 44 кілометри на південний схід від центру воєводства міста Ряшів. Через село протікає річка Ступниця, права притока Сяну.

## Історичні дані
В XI—XIII століттях на цих землях існувало Перемишльське руське князівство зі столицею в Перемишлі, яке входило до складу Галицького князівства, а пізніше Галицько-Волинського князівства.
Первинно на місці Бахова знаходилося старе руське поселення Ступниця (пол. Stupnica), надане в 1389 році Кмітам (пол. Kmitom). Після його знищення монголо-татарами виникло поселення Бахів — Могила (пол. Bachów - Mogiła). Пам'ять про Ступницю або Ступники (пол. Stupniku) пережила до наших часів: називають так присілок Бахова ще в 1890 році, а також ріку Ступниця, що пливе через село.
Назва Бахів згадується вперше в 1441 році.
Перед початком Другої світової війни (дані 1938 року) населення Бахова становило приблизно 2 тисячі 112 осіб. Більшість з них (близько 65 %) складали українці, або, як вони самі себе називали в пам'ять про Червону русь, русини. В селі проживала також поляки (660 осіб, або 31 %) та євреїв (74, або менше 4 %).

## Передумови
Починаючи з 1942 року польське прокомуністчне і антикомуністичне підпілля при підтримці місцевого польського населення тероризувало українське населення Лемківщини, Холмщини та Надсяння, винищуючи при першій-ліпшій можливості патріотично настроєних українців разом з сім'ями та залякуючи всіх решта. Взимку 1943—1944 років ця активність тільки посилюється, причому особливо з боку підрозділів Армії Крайової. Керівництво УПА, прагнучи порозуміння, видає кілька звернень до поляків, в яких, зокрема, пригадуючи Катинський розстріл, смерть генерала Сікорського, виселення поляків в Казахстан та Сибір, українські та польські жертви комуністичного режиму в тюрмах «Бригідки», «Лонцького», гетто «Замарстинів», пропонувала польській стороні не конфронтацію та взаємопоборювання, а боротьбу пліч-о-пліч проти спільного ворога — московського імперіалізму. А для захисту українського населення на допомогу місцевому підпіллю в квітні 1944 року з Волині на Холмщину передислоковано сотню «Вовки» під командуванням Ягоди-Черника та два курені із загону полковника Острожського, а власне на Посяння — з Карпатських лісів сотню УПА з куреня «Сіроманці» під командуванням Яструба. Під захистом цих підрозділів та під керівництвом прибулих старшин УПА на Закерзонні в українських селах було створено Самооборонні Кущові Відділи й місцеві відділи УПА, об'єднані в 11 сотень Закерзоння, а саме: сотні Байди, Громенка, Нечая, Остапа, Чорного, курені Евгена та Рена, (кожен у складі трьох сотень). З наближенням лінії фронту, ймовірно, щоб уникнути протистояння з великими військовими підрозділами Червоної Армії та вермахту, та згідно з інструкцією Головного Командування, ці 11 сотень під загальним керівництвом Василя Мізерного (Рена) здійснюють рейд в Карпати до Чорного лісу. Повернулись в волинські й карпатські ліси й прибулі підрозділи. І збройні формування поляків, котрі на час перебування загонів УПА припинили свої напади, тепер знову розпочали акції проти українців.
У кінці липня — на початку серпня 1944 року село було захоплене Червоною Армією, (сусідня Березка захоплена 31 липня), Радянські окупанти насильно мобілізували чоловіків у Червону армію.

## Обставини трагедії
11 квітня 1945 року підрозділами Армії Крайової, (ймовірно, з Львівської округи АК), Батальйонів хлопських та селянами-поляками з навколишніх сіл здійснено напад на Бахів, внаслідок якого були замордовані близько 100 українських мешканців Бахова. Одним із чільних учасників озброєного угоруповання, яке здійснювало ці вбивства був ксьондз-помічник із села Бабичі Францішек Журавскі.
Того самого дня замордовано також велику кількість українців в сусідніх селах: Березка — 180 осіб (Різанина в Березці), Сівчина — 26 осіб (Різанина в Сівчині).
Одним з тих, кого звинувачують у вбивстві українців в Березці та Бахові, є Роман Кісель (пол. Roman Kisiel ps. Sęp, Korfanty) та очолюваний ним, створений на основі батальйонів хлопських, підрозділ польських партизан (пол. Ludowa Straż Bezpieczeństwa, LSB). Їх також звинувачують у інших багатьох вбивствах українців на території Польщі, серед інших, зокрема, в Малковичах (138 осіб), Скопові (принаймні 67 осіб, за написом на надгробку 150—180 осіб), Коритниках (53 особи), Тройжичах (28 осіб), Волі-Кривецькій (27осіб), Дубецьку (8 осіб) та інших (пол. w Małkowicach (138 osób), Bachowie i Brzusce (69 osób), Skopowie (67 osób), Bachowie (54 osoby)[1], Korytnikach (53 osoby), Trójczycach (28 osób), Woli Krzywieckiej (27 osób), Słonnem (16 osób), Ujkowicach (15 osób), Olszanach (11 osób), Dubiecku (8 osób), Kosztowej (5 osób).

## Спогади очевидців
Фрагмент на ту тему в спогадах Івана Оліжара з Сівчини — псевдо «Кум»:
Як раз того часу 14 квітня (тут помилка — 11 квітня) стався напад банди з Гути-Березки, польського села, на Бахів. Вбито 24 особи. Пограбувавши маєток і підпаливши хати, банда рушила на Березку. В Березці вбили 173 особи. На плебанії загинув, забитий сокирами, парох отець Білик разом з родиною. Перейшовши Березку, рушили на Сівчину. Вбили 26 осіб. Від Софії Гутман вимагали 500 злотих. Взяла всі гроші, віддала, й вижила. В Павла Гутмана забракло до суми, яку вимагали, 20 злотих — в зв'язку з тим він не пережив (тієї різні), а гроші все одно забрали. Мешканці втікали в ліс, банда дійшла вже до половини села, коли надійшли наші стрільці з УПА. Поляки повернули. Я перебував в той час на вишколі (навчанні) в котовськомі лісі з новоствореною чотою. Прибіг лісник з Сівчини з повідомленням про безчинства бандитів. Чота рушила негайно, але поляків в селі вже не застала.
(пол. fragment na ten temat we wspomnieniach Iwana Olijara z Sufczyny - pseudonim "Kum": "Jak raz w tym czasie 14 (?) kwietnia odbył się napad bandy z Huty Brzuski, polskiej wsi, na Bachów. Zabito 184 osoby. Ograbiwszy majątek i podpaliwszy chaty, banda ruszyła na Brzuskę. W Brzusce zabili 173 osoby. Na plebanii zginął, zabity siekierą, proboszcz ojciec Biłyk wraz z rodziną. Przeszedłszy Brzuskę, ruszyli na Sufczynę. Zabili 26 osób. U Sofii Hutman zażądali 500 zł. Zabrała wszystkie pieniądze, dała, i przeżyła. U Pawła Hutman zabrakło do żądanej sumy 20 zł - w związku z tym on nie przeżył, a pieniądze i tak zabrali. Mieszkańcy uciekali w las, banda doszła już do połowy wsi, kiedy nadbiegli nasi striłci z UPA. Polacy zawrócili. Ja przebywałem w tym czasie na szkoleniu w kotowskim lesie z nowopowstałą czotą. Przybiegł łącznik z Sufczyny z wiadomością o bestialstwie bandytów. Czota ruszyła bezwłocznie, ale Polaków we wsi już nie zastała".) Спогади Анни Кураж (до шлюбу Пізьо), котра народилась в Бахові в 1922 році:
Прийшло з-за Сяну 700 польських партизан. Почали вбивати людей в нашому селі. Перевіряли кенкарти (посвідки особи; там були позначки: U — українець, або P — поляк). Вбивали по полях, по хатах, в селі. Найбільше убитих було коло потічка Лібери, котрий пливе посередині села. Там назганяли людей і вбили, а було тих людей 17. А всього вбитих було з 80 чоловік. Тих з-над потоку поховали недалеко в одній ямі. Пролежали там до 1971 року, бо в тому місці почали будувати школу й перенесли їх на цвинтар. Решта людей було поховано на цвинтарі, але в іншому кінці, дальше від церкви, і не в одному місці, а в різних гробах, бо в селі ще жили їх родини. Пам'ятаю не всіх убитих. То були Антін Пізьо (мій батько), Антін Купчак, Катерина Купчак, Анна Декар, Михайло Бубен, Марта Сокіл (вбита разом з дитиною), Антін Зубик, Єдинак, Захарій Копко, Ілля Копко, Федір і Марія Степаник, Михайло Купчак, Анна Салажник, Григорій Копко, Ксенія Копко, (священик) отець Сембратович. Як пам'ятаю, то ті особи, крім Степаників та Ксенії і Григорія Копків, були поховані спочатку біля потоку, а потім перенесені коло церкви. Пам'ятаю ще вбитих Євгенія Костечка, родину Ткачів (Іван, Петро, Галина, Діонісій), Йосифу Ткач (сестру Марії Сокіл), Дмитра Лободзіньського, Анну Білу, Романа Копка, Гутмана (вбив його власний син, котрого потім спаралізовало).
(пол. Wspomnienia Anny Kurasz (panieńskie nazwisko Pizio), urodzonej w Bachowie w roku 1922: "Przyszło zza Sanu 700 polskich partyzantów. żaczęli zabijać ludzi w naszej wiosce. Sprawdzali kennkarty. Zabijali po polach, po chatach, w wiosce.Najwięcej zabitych było koło potoka Liubery, który płynie pośrodku wioski. Tam nazganiali ludzi i zabili, a było tych ludzi 17. A wszystkich zabitych było z 80 ludzi. Tych znad potoka pochowali niedaleko w jednej jamie. Przeleżeli tam do 1971 roku, bo w tym miejscu była budowana szkoła i przenieśli ich na cmentarz. Reszta ludzi była pochowana na cmenterzu, ele na drugim końcu, dalej od cerkwi, i nie w jednym miejscu, a w różnych grobach, bo we wsi jeszcze mieszkały ich rodziny. Pamiętam niestety nie wszyskich zabitych. To byli Antin Pizio (mój ojciec), Antin Kupczak, Katerina Kupczak, Anna Dekar, Mychajło Bubin, Marta Sokił (zabita z dzieckiem), Antin Zubik, Jedinak, Zacharij Kopko, Ilja Kopko, Fedir i Marija Stiepanik, Mychajło Kupczak, Anna Sałasznik, Hryhorij Kopko, Ksenia Kopko, ojciec Sembratowicz. Jak pamiętam, to te osoby, oprócz Stepaników i Kseni i Hryhorija Kopków, były pochowane najpierw koło potoku, a potem przeniesione koło cerkwi. Pamiętam jeszcze zabitych Jewhenię Kostecką, rodzinę Tkaczów (Iwan, Pietro, Halina, Dionisij), Josifę Tkacz (siostrę Marii Sokił), Dmitra Łobodzińskiego, Annę Biłą, Romana Kopka, Hutmana (zabil go własny syn, którego potem sparaliżowało).")

## Реакція на трагедію

### Влада Польщі
Влада прокомуністичної Польщі обмежилась констатацією самого факту та складенням списків жертв різні.
Влада Польської Республіки (пол. Polska, Rzeczpospolita Polska) розсекретила архівну справу про різню в Бахові, Березці та Сівчині. Документи були надруковані в тижневику «Наше слово» за 30 квітня 2006 року. А також проведено опитування та запис показів свідків тих подій.

### Керівництво СРСР
Влада СРСР використала факти мордувань для дискредитації поляків та, одночасно, як один з аргументів на користь переселення українців з території Закерзоння в СРСР. Як твердить Петро Мірчук:
«Польський терор беззастережно піддержує московське НКВД, щоб могти вказувати на нього і давати переслідуваним українцям єхидну „пораду“: Тікайте перед польськими бандитами в Україну, переселюйтесь до УССР»

### Українська Повстанська Армія
14 квітня 1945 року УПА випускає своє звернення, в якому говориться:
ПОЛЯКАМ! Ліського й Сивіцького повітів — до загального відома. Останнім часом здавалося, що українсько-польські взаємини на цьому терені вже на добрій дорозі, що вже польське суспільство цього терену при допомозі чесних поляків-патріотів вплинула на поведінку розбещеної дотепер сучасної адміністрації, а головно „Міліції Обивательської“ (МО); здавалось, що вже й тут, на місце сталінських агентів, прийшли до голосу поляки, яким дороге майбутнє їхнього народу. Та, на жаль, воно не так! Після короткої перерви, по наших відплатних акціях під Середнім Селом 7. 2. , у Завадці 5. 3., у Станковій 6. 3., та в Пашівському Лісі 5. 3. 1945 р., непоправні бандити з „Міліції Обивательської“, вірні слуги кровожадного Кремля почали знову продовжувати грабіж і палення наших сіл: Березка 23. 3 і 10. 4., Бібрка 5. 4., а дня 13. 4. вандальським актом у Волі Матіяшовій (Ліський повіт) припечатали свою неминучу загибіль. Тому ПОВІДОМЛЯЄМО все польське суспільство, що за вандалізм, який поповнили бандити з польської „Міліції Обивательської“ дня 13. 4. У Волі Матіяшовій над раненим молодим українцем, жителем цього ж села (людину легко ранену в ногу, масакрували ці обер-бандити прикладами крісів й недобитого закопали в землю живцем) — за цей обер-бандитизм, за всі попередні та вище наведені грабіжницько-бандитські акції, проведені над українським населенням, оголошуємо „Міліції Обивательській“ (МО) відплатну акцію. Цю акію переводитимемо масово і в залежності від потреби будемо стосувати всякі форми відплати (засідки, індивідуальний терор і інші). Постараємося карати тільки винних, та зазначуємо, що куля не розбирає, і що спеціяльних слідств теж вести не будемо, бо відповідальність за ці звірства падає на цілу організацію, під маркою якої діють ці банди, а, передусім, на ті станиці „Міліції Обивательської“, що за їх почином і на їхньому терені ці бандитські акції провадяться. Будемо справедливі та при цьому консеквентні, чого можете бути певні. Тільки ще раз робимо застереження, що коли в часі наших відплатних акцій впали б випадково невинні, то хай польське суспільство не винує в цьому нас, тільки своїх бандитів-провокаторів.
А після виходу вищезгаданої листівки УПА перейшла до активних дій проти міліції, співробітники якої брали участь в мордуваннях:
Вслід за повідомленням пішли заповіджені відплатні акції. Впродовж одного місяця, від 15 квітня до 15 травня 1945 р. відділи УПА розгромили понад 20 станиць польської міліції (Грозьова, Риботичі, Тисова, Вільшани, Жапалів, Старе Село, Брусно, Тирява, Сальна і ін.), спалено польські села Борівницю й В'язовницю та покарано мешканців того села за багатократну участь у мордуванні українців по сусідніх селах; обстріляно гарнізони ВП в Конюші, Берендьовичах. А одночасно майже в кожному мішаному селі переведено збори польського населення, на яких представники УПА давали український погляд на витворену ситуацію.